# Vassiugan
El Vassiugan - Васюган (rus) - és un riu de Rússia. Té una llargària de 1.082 km, és un afluent per l'esquerra de l'Obi. Passa íntegrament per l'óblast de Tomsk.

## Geografia
El riu neix a 140 metres, no gaire lluny de la frontera amb l'óblast de Novossibirsk, a la part nord dels aiguamolls de Vassiugan, que constitueix amb els seus 53.000 m² els aiguamolls més grans del món. El seu curs comprèn molts meandres i descriu un gran arc abans d'acabar a l'Obi. Conflueix amb aquest riu a Ust-Vassiugan, a set kilòmetres més amunt de Kargassok.
En el seu curs inferior el riu es divideix en molts braços que formen moltes illes i illots. Els llacs i els braços morts són molt freqüents al seu voltant. Poc abans de la seva confluència amb l'Obi, el riu té una amplada de 190 m i una profunditat de 2,3 m. La velocitat mitjana de les aigües és de 0,8 m/s.
La seva conca, que conté jaciments de gas i de petroli en explotació, té una superfície de 61.800 km². El cabal mitjà és de 328 m³/s, i es glaça de novembre a maig.
Fora de l'estació de l'hivern i en període d'aigües baixes, el Vassiugan és navegable en 593 km a partir de Novi Vassiugan, però en altres períodes pot arribar a tenir més de 886 km navegables.

## Afluents
Els afluents principals són:
- El Niurolka, per la dreta, navegable en 60 km.
- El Txijalka, per la dreta.
- El Txertala, per l'esquerra.
- El Iaguiliakha, per l'esquerra.